# Таймс-сквер — 42-я улица (Нью-Йоркское метро)
Таймс-сквер — 42-я улица (англ. Times Square — 42nd Street) — это пересадочный узел Нью-Йоркского метро. Он расположен на пересечении 42-й улицы, 7-й авеню и Бродвея, под площадью Таймс-сквер (Times Square) в центре Манхэттена.

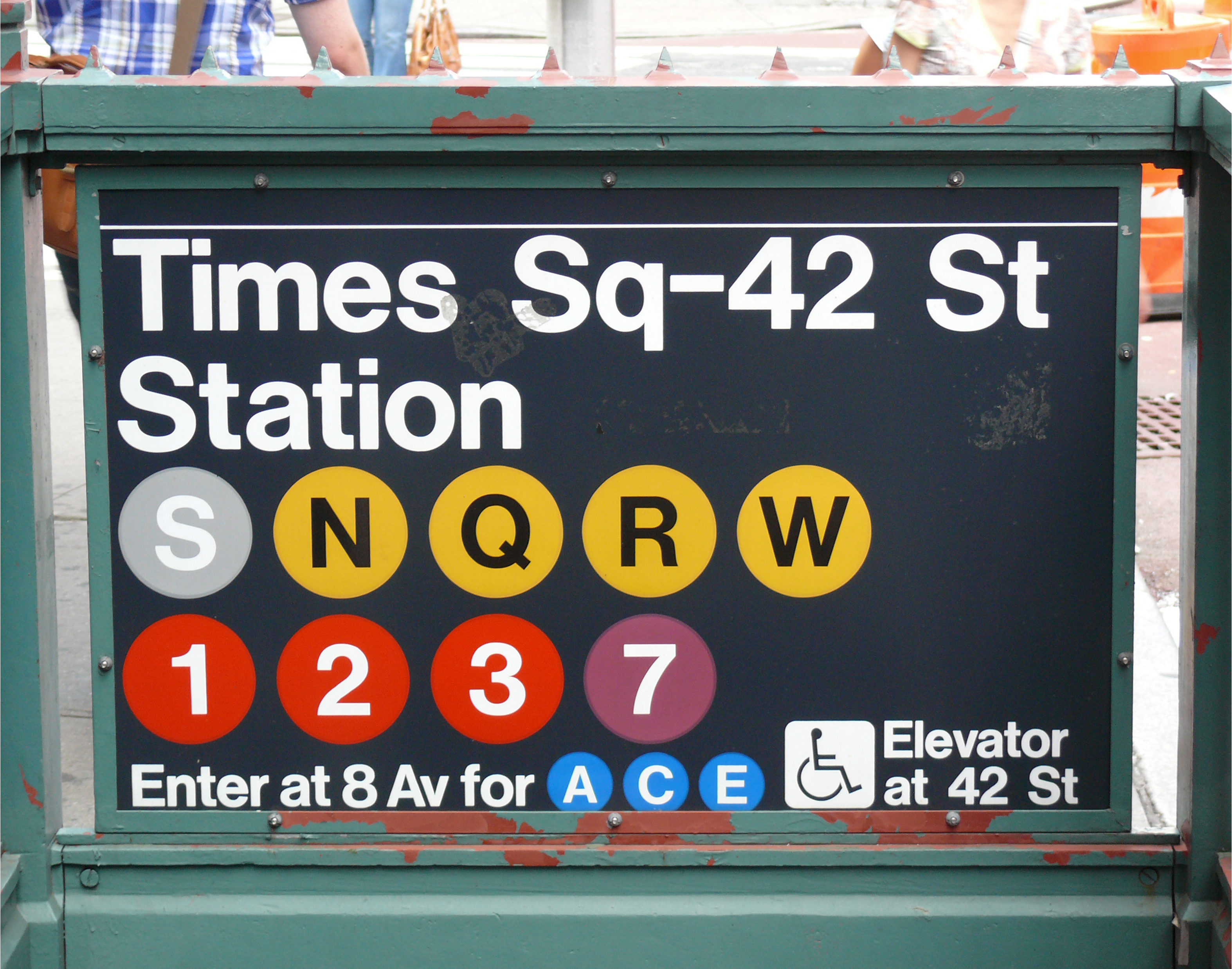
Обозначения маршрутов

В пересадочный узел входят станции следующих линий:
- линия Бродвея и Седьмой авеню, Ай-ар-ти,
- линия Бродвея, Би-эм-ти,
- линия Восьмой авеню, Ай-эн-ди,
- линия Флашинг, Ай-ар-ти,
- челнок 42-й улицы, Ай-ар-ти.

На станциях пересадочного узла останавливаются маршруты:
- 1, 2, 3, 7, A, E, N, Q (круглосуточно),
- <7> (в часы пик в пиковом направлении),
- C, R, S (круглосуточно, кроме ночи),
- W (в будни днём и вечером до 23:00).

На 2019 год пересадочный узел занимает 1-е место по пассажиропотоку: 65 020 294 пассажира в год.

## О пересадочном узле
Первоначально переходы существовали только между линиями IRT Broadway — Seventh Avenue Line и IRT 42nd Street Shuttle — станции этих линий были открыты самыми первыми. В 1927 году на Таймс-сквер пришла линия IRT Flushing Line. Переход на эту станцию был построен сразу, таким образом соединяя три станции компании IRT. Бесплатный переход на станцию Times Square — 42nd Street линии BMT Broadway Line открыли только в 1948 году — через 8 лет после передачи городу обеих независимых компаний. Длинный подземный переход на станцию 42nd Street — Port Authority Bus Terminal, расположенную в одном квартале к западу — на 8-й авеню, был открыт только в конце 1980-х годов. В 1991 году в этом переходе была размещена картинная галерея. Картины были размещены в рамках художественного проекта, который должен был продлиться один год, но были оставлены по окончании проекта.
Этот пересадочный узел проходил реконструкцию поэтапно, начиная с 1994 года. В ходе реконструкции был открыт новый выход с южной стороны 42-й улицы между Бродвеем и 7-й авеню. Этот выход отличался от остальных разнообразными деталями. В турникетном павильоне была восстановлена оригинальная мозаика «Times Square». Доступ к платформам осуществляется по лестницам или же с помощью эскалатора. Позже аналогично этому новому входу были отреставрированы ещё два входа: на северо-западе и юго-западе перекрестка 42-й улицы и 7-й авеню. Из них второй имеет как лестницы, так и эскалаторы, а первый осуществляет доступ к платформам только через лестницы.
Пик ремонтных работ пришёлся на 1999 год, для чего город выделил транспортной компании 44 миллиона долларов. Цель этой реконструкции состояла в том, чтобы уменьшить «заторы» и ускорить доступ к поездам, а также обеспечить комфорт и безопасность пассажирам. Основной коридор был расширен до 4,6 метров, значительно сократилось число острых углов, были установлены лифты для пассажиров-инвалидов, заменены эскалаторы, расширены другие проходы. С мезонина над платформами BMT Broadway Line был убран музыкальный магазин. В 2004 году был открыт бесплатный туалет на мезонине между линиями BMT и IRT. Они работают до сих пор и обслуживаются работниками Альянса Таймс-сквер (Times Square Alliance) — местной организации по улучшению условий для бизнеса (Business Improvement District). В 2007 году музыкальный магазин был вновь открыт на южной стороне мезонина между линиями BMT и IRT.
Мезонин всегда был местом «уличных исполнителей» — это одна из отличительных черт этой станции в Нью-Йоркской подземке. В основном музыканты выступают в переходе перед эскалаторами на платформу IRT 42nd Street Shuttle. Сюда приходят музыканты всех специальностей: от музыкальной пилы до духового оркестра.

## Платформа челнока 42-й улицы, Ай-ар-ти
| До начала реконструкции |

|  |
|  |
|  |
|  |
|  |
|  |

|  |
|  |
|  |
|  |
|  |
|  |

| После реконструкции |

|  |
|  |
|  |
|  |

|  |
|  |
|  |
|  |

«Таймс-сквер» (англ. Times Square) — станция Нью-Йоркского метрополитена, расположенная на линии 42-й улицы, Ай-ар-ти.  На станции останавливается маршрут S (челнок 42-й улицы, круглосуточно, кроме ночи). Станция является северной конечной для него.
Первоначально станция была станцией только местных поездов и называлась 42nd Street. Она входила в состав первого нью-йоркского метро и открылась в 1904 году вместе со всем участком. С 1918 года, в связи с постройкой соседней одноимённой станции (1 2 3), на участке от Таймс-сквер до Центрального вокзала стал ходить поезд-челнок. Южный экспресс-путь был разобран, а на его месте возвели пассажирскую платформу. Это было сделано для того, чтобы поезда, следующие по северному экспресс-пути, могли останавливаться на станции, так как раньше станция была локальной и обслуживала только поезда, следующие по крайним путям.
На протяжении более ста лет станция состояла из трёх боковых платформ, изогнутых и рассчитанных на прием 4-вагонного состава. Самая северная платформа была смещена относительно двух других на запад. Эти три платформы обслуживали три пути, по каждому из которых ходил свой собственный челнок. Два южных пути заканчивались тупиками прямо на станции. Северный путь (до сего дня) продолжается и соединяется с локальным путём северного направления линии Бродвея и Седьмой авеню. Сейчас это соединение используется только для смены челночных поездов (другого съезда с линии у северного пути нет), а также для экскурсионных поездов.
Так как все платформы обладали сильной кривизной, а поезда имеют сильный вынос, на двух из трёх платформ (тех, где обращённый к поезду край вогнутый) были построены специальные мостики, выдвигающиеся после прибытия поезда и убирающися перед его отправлением. Двери поезда останавливлись прямо перед мостиками. На данный момент такими мостиками обладает всего одна станция из всей подземки: 14-я улица — Юнион-сквер. Третьей была старая станция Саут-Ферри.
До 2021 года эта станция была единственная не приспособленная для инвалидов во всём пересадочном узле, тогда как сам пересадочный узел — наиболее загруженный во всём метрополитене. С августа 2019 года по март 2022 была проведена реконструкция этой станции и всей челночной линии. В ходе её три пути с 3- или 4-вагонными поездами были заменены на два с 6-вагонными, на этой станции три боковых платформы в кривой были заменены на одну островную на менее изогнутом участке линии, а кроме того сооружены лифты, что сделало станцию приспособленной для пассажиров с ограниченными возможностями. В сентябре 2021 года была открыта новая платформа и переход с неё на пересадочный узел 42-я улица — Брайант-парк / Пятая авеню; два пересадочных узла оказались соединены между собой, но переход между ними открыт только в часы работы этой станции.

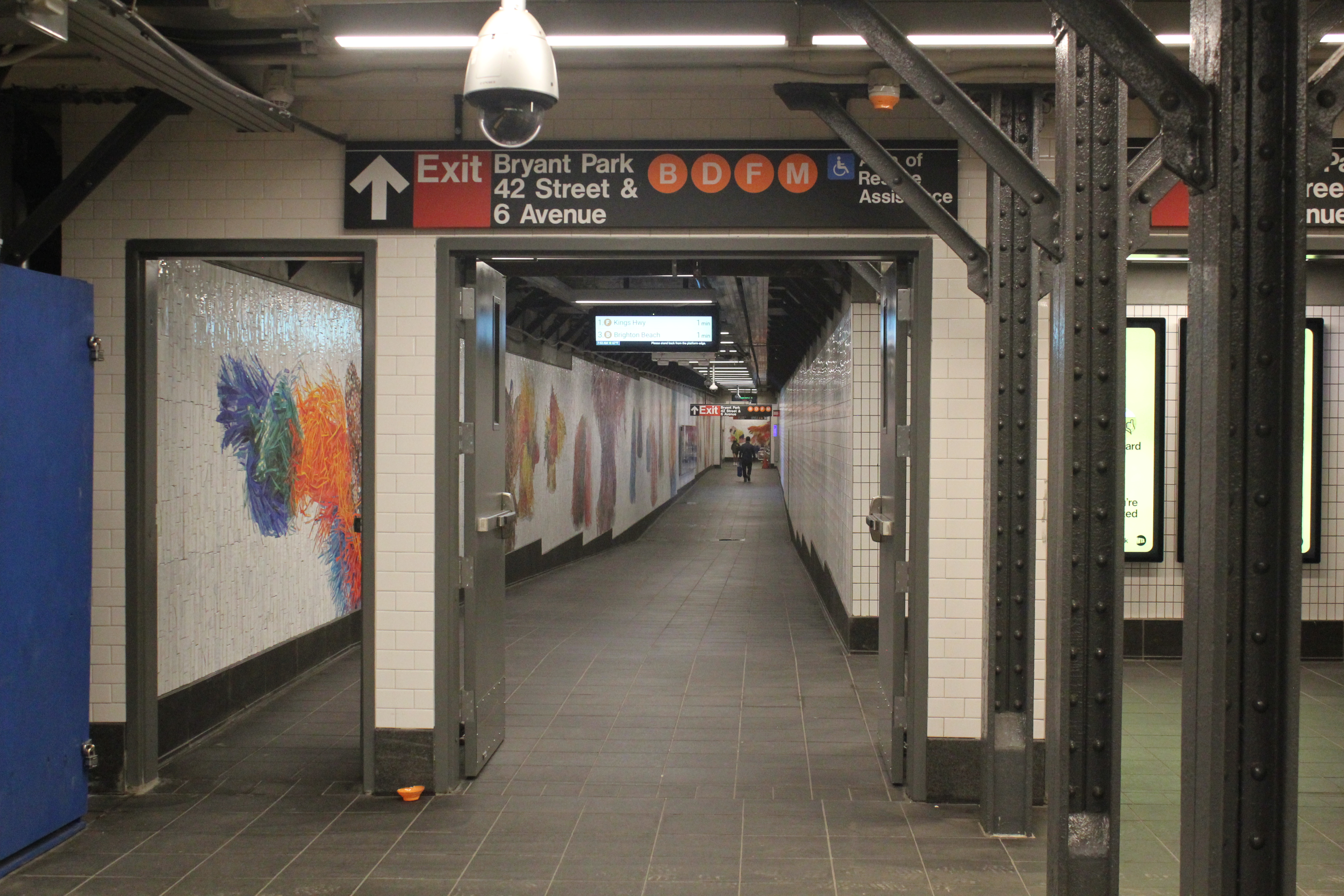
Новый переход на станцию 42-я улица — Брайант-парк

## Платформа линии Флашинг, Ай-ар-ти
|   |   |   |   |
| · | · | · | · |

|   |   |   |   |
| · | · | · | · |

«Таймс-сквер» (англ. Times Square) — станция Нью-Йоркского метрополитена, расположенная на линии Флашинг, Ай-ар-ти.  На станции останавливаются маршруты 7 (круглосуточно) и <7> (в часы пик в пиковом направлении). До открытия в сентябре 2015 года станции 34-я улица — Хадсон-Ярдс она была конечной для обоих маршрутов и самой западной станцией на линии.
Станция этой линии представлена единственной островной платформой слегка изогнутой формы. С платформы ведут большое количество переходов, каждый из которых ведёт к различным станциям пересадочного узла Таймс-сквер — 42-я улица. Оформление станции классическое: стены оформлены белой плиткой с периодически повторяющимися мозаичными орнаментами в виде букв TS (Times Square). Недавно в ходе реконструкции на станции был установлен пассажирский лифт для людей с ограниченными возможностями, ведущий на одноимённую станцию линии IRT Broadway — Seventh Avenue Line.
Несмотря на то что оборот поездов происходил в границах платформы, пути не заканчивались тупиками. Тоннели были изначально проложены дальше, так как компания Interborough Rapid Transit Company планировала продление линии до 11-й авеню. Вскоре продление линии стало невозможным: в 1932 году была открыта двухуровневая станция 42-я улица — Автовокзал Портового управления, чей нижний уровень располагался на одном уровне с этой станцией, таким образом заблокировав линию. Возможно, подобный ход компанией Independent Subway System был сделан в целях конкуренции.
Дело сдвинулось с мёртвой точки в начале 2000-х, когда управляющая компания MTA приняла решение о сносе нижнего уровня станции на линии Восьмой авеню, Ай-эн-ди. В июне 2011 года он был ликвидирован, что позволило начать строительство продолжения линии Флашинг, Ай-ар-ти на запад Манхэттена.

## Платформы линии Бродвея и Седьмой авеню, Ай-ар-ти
|     |   |   |     |     |   |   |     |
| · л | · | · | · э | · э | · | · | · л |

|     |   |   |     |     |   |   |     |
| · л | · | · | · э | · э | · | · | · л |

«Таймс-сквер — 42-я улица» (англ. Times Square–42nd Street) — станция Нью-Йоркского метрополитена, расположенная на линии Бродвея и Седьмой авеню, Ай-ар-ти.  На станции останавливаются маршруты: 1 (круглосуточно), 2 (круглосуточно) и 3 (круглосуточно). Экспресс-пути используются маршрутами 2 (круглосуточно, кроме ночи) и 3 (круглосуточно). Локальные пути используются маршрутами 1 (круглосуточно) и 2 (ночью). Станция представляет собой две островных платформы, обслуживающих четыре пути. Пересадки на другие станции узла производятся через переходы, расположенные в середине и в северной части каждой из платформ.
К югу от станции начинается пятый путь, располагающийся между экспресс-путями и имеющий съезд на оба пути. Путь заканчивается перед следующей станцией 34-я улица — Пенсильванский вокзал, «распадаясь» обратно на экспресс-пути, и используется для оборота поездов, пришедших с севера ().
На этом участке пути в 1928 году произошло крушение поезда, в результате чего погибло 16 человек. Это вторая по количеству жертв трагедия в истории Нью-Йоркского метро.

## Платформы линии Бродвея, Би-эм-ти
|     |   |   |     |     |   |   |     |
| · л | · | · | · э | · э | · | · | · л |

|     |   |   |     |     |   |   |     |
| · л | · | · | · э | · э | · | · | · л |

«Таймс-сквер — 42-я улица» (англ. Times Square–42nd Street) — станция Нью-Йоркского метрополитена, расположенная на линии Бродвея, Би-эм-ти.  На станции останавливаются маршруты: N (круглосуточно), Q (круглосуточно), R (круглосуточно, кроме ночи) и W (в будни днём и вечером до 23:00). Экспресс-пути используются маршрутами N (в будни днём и вечером) и Q (круглосуточно, кроме ночи). Локальные пути используются маршрутами: N (ночью и в выходные), Q (ночью), R (круглосуточно, кроме ночи) и W (в будни днём и вечером до 23:00). Станция представляет собой две островные платформы прямой формы, обслуживающие четыре пути. Переходы на другие станции пересадочного узла производятся с северного конца каждой из платформ.
Станция прошла незначительный косметический и капитальный ремонт в конце 1970-х. Были отремонтированы лестницы, края платформ, удалены пешеходные рампы, переоборудована система освещения. Полный капитальный ремонт на станции был проведен в 2004-2006 годах, была восстановлена оригинальная плитка 1910-х годов. Также усовершенствованы освещение и системы оповещения; были установлены новые знаки в обоих направлениях, нанесены желтые линии безопасности на краях платформ.
1 июня 1940 года компания BMT была передана городу, демонстрируя первый этап объединения системы и создание возможности общей работы всей системы. (IRT была передана Нью-Йорку 15 июня того же года.) В память о передаче была проведена церемония на станции Times Square — 42nd Street, состоявшаяся в полночь. Последний поезд BMT покинул станцию на 5 минут раньше. Президент компании BMT Вильям Менден передал полномочия мэру Нью-Йорка — Фьорелло Ла Гуардии, а тот в свою очередь их в Нью-Йоркский транспортный совет (его председателю — Джону Деланею). Транспортный совет управлял подземкой до создания в 1953 году независимой организации, которая стала заведовать транспортом, — МТА.

## Платформы линии Восьмой авеню, Ай-эн-ди
|     |   |   |     |     |   |   |     |
| · л | · | · | · э | · э | · | · | · л |

|     |   |   |     |     |   |   |     |
| · л | · | · | · э | · э | · | · | · л |

«42-я улица — Автовокзал Портового управления» (англ. 42nd Street–Port Authority Bus Terminal) — станция Нью-Йоркского метрополитена, расположенная на линии Восьмой авеню, Ай-эн-ди.  На станции останавливаются маршруты: A (круглосуточно), C (круглосуточно, кроме ночи) и E (круглосуточно). Экспресс-пути используются маршрутом A (круглосуточно, кроме ночи). Локальные пути используются маршрутами: A (ночью), C (круглосуточно, кроме ночи) и E (круглосуточно). Станция расположена на пересечении 42-й улицы и 8-й авеню в Манхэттене — на квартал к западу от остальных станций узла.

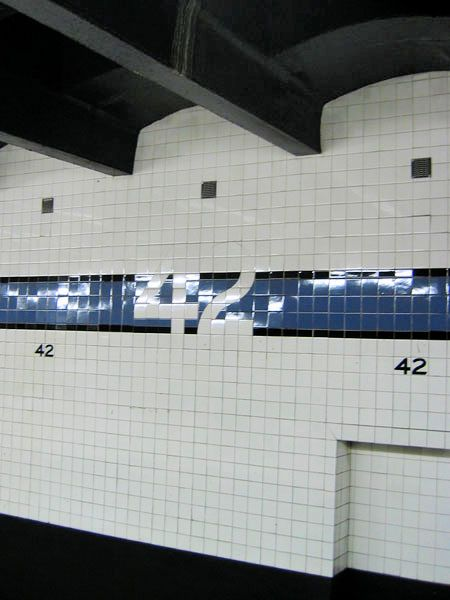

Как и на многих других станциях, станция представлена двумя островными платформами, которые обслуживают четыре пути. Обе платформы островные и смещены относительно друг друга. Это было сделано для того, чтобы увеличить ширину обеих платформ, ведь станция обслуживает огромное количество пассажиров. Территориально платформа южного направления расположена между 42-й и 40-й улицами, а северного — между 42-й и 44-й улицами. С платформ обеспечивается бесплатный переход на соседние станции пересадочного узла через пешеходный тоннель. Станция имеет мезонин длиной в четыре квартала. Тёмно-фиолетовая плитка, характерная для станций компании IND и использующаяся для обозначения названия станции, отсутствует.

### Платформа нижнего уровня
В дополнение к используемым в настоящее время платформам, существовал нижний уровень станции. Он состоял из одной боковой платформы, расположенной под платформой южного направления верхнего уровня, и имел лишь один путь, расположенный под локальным путём верхнего уровня. Нижний уровень был построен вместе с верхним — в конце 1920-х — начале 1930-х годов, но не использовался до 1959 года, когда эта платформа была открыта. Нижняя платформа использовалась для поездов до Aqueduct Racetrack, ходивших в определённые дни. Этот сервис платформа предоставляла до 1981 года, а также была остановкой час-пиковых поездов E в 1970-х годах.
Начиная с ноября 1967 года в связи с открытием соединения Chrystie Street час-пиковые поезда Е стали использовать именно эту платформу. Эта практика была прекращена 14 апреля 1975 года вследствие своей нерентабельности.
Нижний уровень был независимым в 1950-х. Переход на верхний уровень был открыт в северной части нижней платформы. Перестройка мезонина в период 1990-х позволила пассажирам беспрепятственно обойти контроль через мезонин.
Неизвестно, зачем вообще был построен нижний уровень. Вероятно, его намеревались использовать для поездов из Куинса, следующих через соединение 53rd Street, которым сейчас является маршрут E. Указатели на нижнем уровне соседней станции — 50th Street — показывают, что можно добраться до любого уровня 42nd Street — Port Authority Bus Terminal — и верхнего, и нижнего. Поезд, отправляющийся с нижнего уровня, может следовать дальше как местным, так и экспрессом. Тем не менее поезда, следующие с верхнего уровня 42nd Street, не могут поменять свою значимость (не могут из местного стать экспрессом и наоборот) до станции Canal Street. Вероятно, дополнительная (нижняя) платформа была построена, чтобы создать условия для «операционной гибкости» некоторых поездов.
Однако был слух, что тоннели компании IND были построены в целях конкуренции с IRT и BMT. Ведь линия IRT Flushing Line заканчивалась на Times Square, а нижний ярус 42nd Street — Port Authority Bus Terminal находился на одном уровне с этой линией, блокируя всякое её продление на запад Манхэттена.
Нижний уровень станции не раз использовался в кино. Одним из фильмов, снятых там, является известный фильм с участием Патрика Суэйзи и Деми Мур — «Привидение» (1990).
В 1998 и 1999 годах все проходы на нижний уровень были запечатаны (кроме одного, представляющего собой откидной люк на южном конце верхней западной платформы). С сентября 1999 года путь от 42nd Street до 34th Street был разобран. В январе 2010 года было принято решение о полном сносе нижнего уровня станции в рамках продолжения строительства IRT Flushing Line до 34-й улицы. По состоянию на июнь 2011 года, нижний уровень полностью снесён.

## Глубина залегания платформ
- Челнок 42-й улицы, Ай-ар-ти — 6,1 м (20 футов)
- Линия Восьмой авеню, Ай-эн-ди — 9,1 м (30 футов)
- Линия Бродвея и Седьмой авеню, Ай-ар-ти — 12 м (40 футов)
- Линия Бродвея, Би-эм-ти — 15 м (50 футов)
- Линия Флашинг, Ай-ар-ти — 18 м (60 футов)

## Соседние станции
| Условные обозначения |
| для дней и часов работы маршрутов (более точно указано во всплывающих подсказках при этих обозначениях): |
| --- |
| круглосуточно круглосуточно, кроме ночи круглосуточно, кроме будней днём (либо часов пик) в пиковом направлении в будни днём (и, возможно, вечером) в будни круглосуточно в часы пик в будни днём (либо в часы пик) в пиковом направлении в будни днём (либо в часы пик) в направлении, обратном пиковому в выходные ночью ночью и в выходные (и, возможно, вечером) нет движения поездов |

| Предыдущая станция                                        | ЛинияНазвание станции                                                      | Следующая станция                            |
| --------------------------------------------------------- | -------------------------------------------------------------------------- | -------------------------------------------- |
| 50-я улица · (1 2) · 72-я улица · (2 3)                   | линия Бродвея и Седьмой авеню, Ай-ар-ти Таймс-сквер — 42-я улица           | 34-я улица — Пенсильванский вокзал · (1 2 3) |
| Пятая авеню · (7 <7>)                                     | линия Флашинг, Ай-ар-ти Таймс-сквер                                        | 34-я улица — Хадсон-Ярдс · (7 <7>)           |
| 50-я улица · (A C E) · 59-я улица — Колумбус-Серкл · (A)  | линия Восьмой авеню, Ай-эн-ди 42-я улица — Автовокзал Портового управления | 34-я улица — Пенсильванский вокзал · (A C E) |
| 49-я улица · (N Q R W) · 57-я улица — Седьмая авеню · (Q) | линия Бродвея, Би-эм-ти Таймс-сквер — 42-я улица                           | 34-я улица — Геральд-сквер · (N Q R W)       |
| Центральный вокзал · (S)                                  | челнок 42-й улицы, Ай-ар-ти Таймс-сквер                                    | (конечная)                                   |